# John Murphy (ciclista)
John Murphy (Jacksonville, 15 dicembre 1984) è un ex ciclista su strada statunitense.

## Palmarès

### Strada
- 2008 (Health Net Presented by Maxxis, una vittoria)

Classifica generale Tour de Taiwan
- 2012 (5-Hour Energy, quattro vittorie)

1ª tappa Valley of the Sun Stage Race (Buckeye, cronometro)
1ª tappa Tour of America's Dairyland (Shorewood > Shorewood)
5ª tappa Tour of America's Dairyland (Greenbush > Greenbush)
Classifica generale Tour of America's Dairyland
- 2015 (UnitedHealthcare Pro Cycling Team, quattro vittorie)

2ª tappa Joe Martin Stage Race (Fayetteville > Fayetteville)
3ª tappa Joe Martin Stage Race (Prairie Grove > Prairie Grove)
Classifica generale Joe Martin Stage Race
7ª tappa USA Pro Cycling Challenge (Golden > Denver)
- 2016 (UnitedHealthcare Pro Cycling Team, quattro vittorie)

3ª tappa Herald Sun Tour (Traralgon > Inverloch)
3ª tappa Tour de Langkawi (Kulim > Kuala Kangsar)
Winston Salem Cycling Classic
10ª tappa Tour of America's Dairyland (East Tosa > East Tosa)
- 2017 (Holowesko-Citadel Racing Team, tre vittorie)

White Spot/Delta Road Race
4ª tappa Tour of Utah (South Jordan > South Jordan)
1ª tappa Colorado Classic (Colorado Springs > Colorado Springs)
- 2018 (Holowesko-Citadel p/b Arapahoe Resources, una vittoria)

1ª tappa Circuit des Ardennes (Bazeilles > Bazeilles)

#### Altri successi
- 2008 (Health Net Presented by Maxxis)

Classifica a punti Tour de Taiwan
- 2014 (UnitedHealthcare Pro Cycling Team)

Classifica scalatori Giro di Danimarca
- 2015 (UnitedHealthcare Pro Cycling Team)

Classifica a punti Joe Martin Stage Race

## Piazzamenti

### Grandi Giri
- Giro d'Italia

2010: ritirato (8ª tappa)

### Classiche monumento
- Parigi-Roubaix

2010: ritirato
2011: ritirato
2014: 121º
2015: 113º

### Competizioni mondiali
- Campionati del mondo

Madrid 2005 - In linea Under-23: 119º
Richmond 2015 - Cronosquadre: 19º